# St Baglan’s Church
Koordinaten: 53° 7′ 15,6″ N, 4° 18′ 34,2″ W

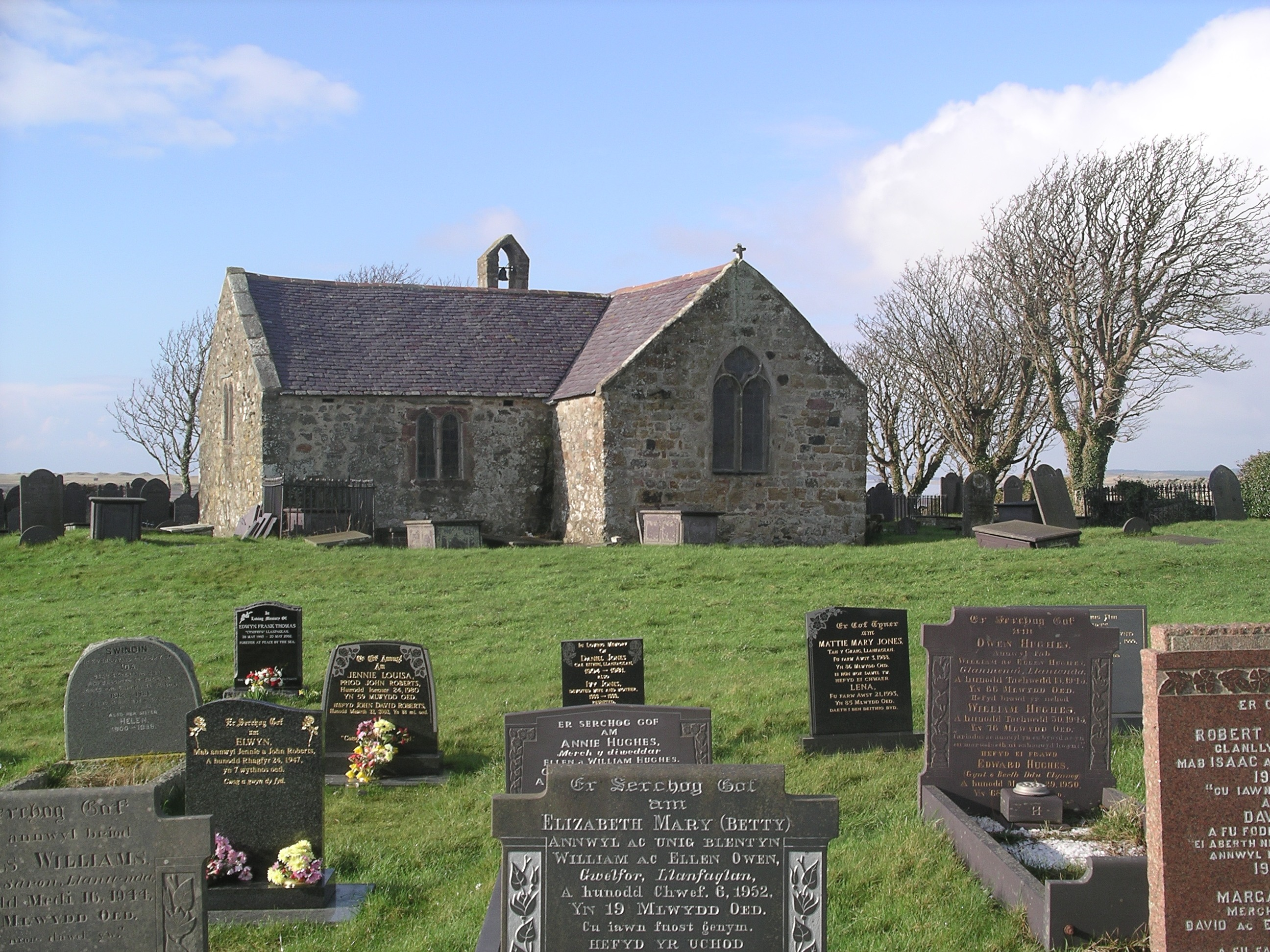
St Baglan’s Church, Llanfaglan, von Südwesten

St Baglan’s Church ist eine redundante Kirche im Parish von Llanfaglan, Gwynedd, Wales. Sie wurde von Cadw als ein Bauwerk im Grade I eingestuft, und wird von den Friends of Friendless Churches unterhalten. Sie steht in isolierter Lage in einem Feld, etwa 150 m entfernt von einer Nebenstraße.

## Geschichte
Die Kirche stammt aus dem 13.–14. Jahrhundert. Der Altarraum wurde um 1800 neu aufgebaut, als ebenfalls die nördliche Veranda hinzugefügt wurde. Es ist ungewöhnlich, dass die Kirche der Restaurierung in der viktorianischen Ära entging, sodass ihr Interieur sich seit 1800 wenig verändert hat. Als Grund für die Einstufung im Grade I nannte Cadw, die Kirche sei „ein seltenes Beispiel einer mittelalterlichen Kirche, die im 19. Jahrhundert nicht erneuert wurde und so einen vollständigen Satz Innenausstattungen aus dem 18. Jahrhundert behalten“ hat. Dazu komme die „außergewöhnlich abgelegene Lage“. Seit dem 7. Februar 1991 ist die Kirche im Eigentum der gemeinnützigen Organisation Friends of Friendless Churches. Sie wurde seitdem ausgebessert, finanziell unterstützt durch Cadw.

## Bauwerk
Die Kirche besteht aus Stein, das Dach ist mit Schiefer gedeckt. Der Grundriss besteht aus dem Kirchenschiff mit dem Altarraum unter einem durchgehenden Dach, einen als Kapelle dienenden südlichen Querschiff sowie der Veranda an der Nordseite. über dem westlichen Giebel befindet sich ein Glockenstuhl, über dem gegenüberliegenden Giebel ein verwittertes Kreuz. Im Kirchenschiff sind keine Fenster vorhanden, das einzige Fenster im Altarraum nach Osten hat zwei Öffnungen. Die Mauern nach Süden und Osten des Querschiffs verfügen über kleine Fenster mit zwei Öffnungen. Über dem Eingang ist ein Türsturz eingelassen, der aus einem im 6. Jahrhundert beschrifteten Stein besteht. Im Innern sind die Wände verputzt und mit Kalkweiß gestrichen, ebenso die Deckenbalken. Kirchenschiff und Altarraum sind nicht voneinander getrennt und das Querschiff ist zum Hauptschiff hin vollständig geöffnet. Der Boden ist mit Schieferplatten ausgelegt. Das nach Osten gelegene Fenster stammt aus dem 14. Jahrhundert und wurde neu eingesetzt, als der Altarraum neu aufgebaut wurde.

### Innenausstattung und Möblierung
Cadw beschreibt die Möblierung aus der Mitte und dem Ende des 18. Jahrhunderts als „außergewöhnlich“. Der Altar aus Eichenholz wird an drei Seiten von Geländern eingerahmt, die von schlanken Balustern getragen werden, Kreuzblumen sitzen auf den Eckpfosten. In der südwestlichen Ecke des Altarraumes befindet sich die Kanzel, ebenfalls aus Eichenholz. Die Sitzreihen bestehen teilweise aus Kastengestühl und teilweise aus offenen Kirchenbänken, einige davon sind mit Initialen und Jahreszahlen versehen. Das Taufbecken stammt aus dem 13. oder 14. Jahrhundert und besteht aus einer siebeneckigen Schale aus grobem Sandstein auf einem siebeneckigen Schaft. Gedenktafeln aus Schiefer sind an den Wänden angebracht.

## Belege
1. 1 2 3 4 5 6  Church of St Baglan, Llanfaglan. Historic Wales (Cadw), abgerufen am 8. September 2010 (englisch).
2. 1 2  Llanfaglan St Baglan. Friends of Friendless Churches, archiviert vom Original am 1. Juli 2011; abgerufen am 8. September 2010 (englisch).  Info: Der Archivlink wurde automatisch eingesetzt und noch nicht geprüft. Bitte prüfe Original- und Archivlink gemäß Anleitung und entferne dann diesen Hinweis.